# Schultz & Donner

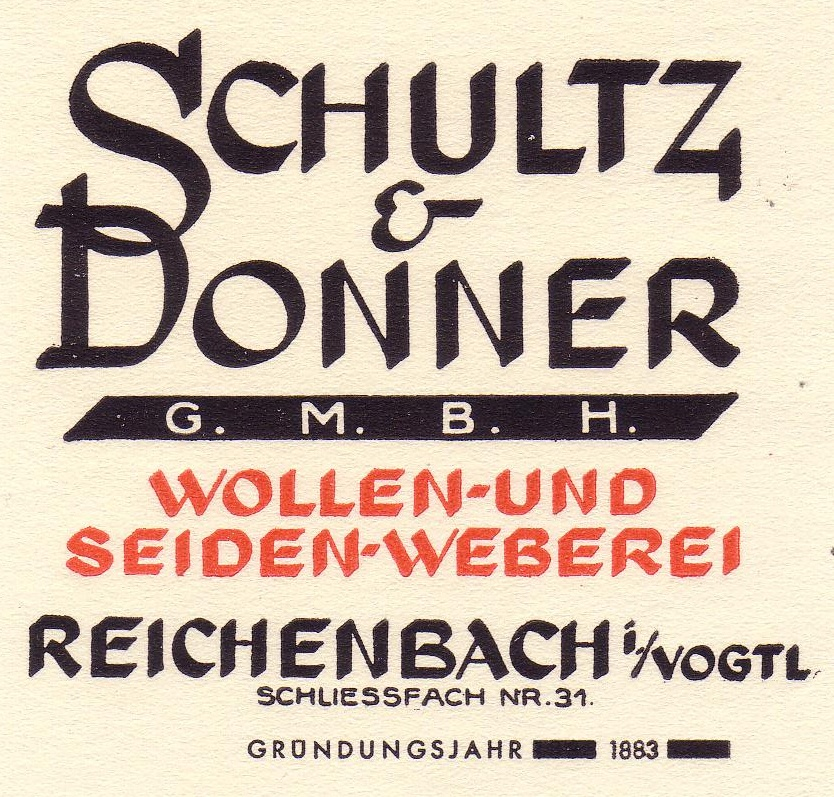
Briefkopf von ca. 1933

Die Schultz & Donner GmbH war eine 1883 gegründete Woll- und Seidenweberei in Reichenbach im Vogtland.

## Geschichte

### Gründungsphase
Die Textilfabrik wurde am 15. Dezember 1883 durch zwei befreundete Unternehmer, den Webtechniker Otto Friedrich Schultz und den Kaufmann Friedrich Guido Donner in der Rechtsform einer GmbH in Reichenbach gegründet. Zu der Zeit gab es bereits mehrere Textilbetriebe in Reichenbach und anderen Städten im Vogtland. Die Gründer nutzten daher die Nähe der Spinnereien und konzentrierten sich zunächst auf die Produktion von Damenkleider-Stoffen aus Kammgarn in besonders hochwertiger Qualität.
Die Fertigung der selbst komponierten Stoffe aus eingekauften Garnen erfolgte zunächst in Heimarbeit. Nach einigen Jahren wurden mechanische Webstühle der Sächsischen Maschinenfabrik in Chemnitz angeschafft und in einem gemieteten Fabrikraum aufgestellt. 1888 wurden bereits ca. 60 Arbeiter beschäftigt.

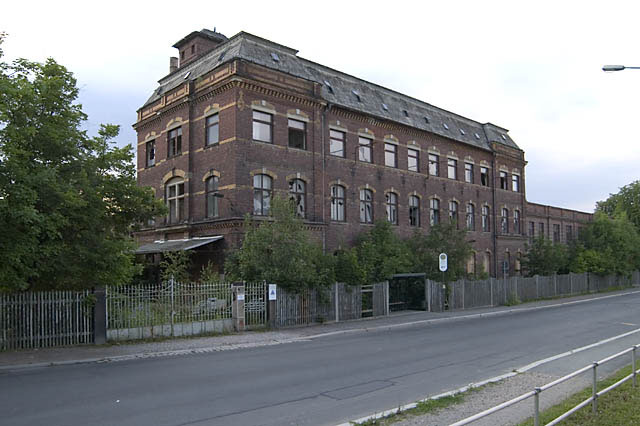
Das ehemalige Verwaltungsgebäude von 1894, dahinter das Produktionsgebäude

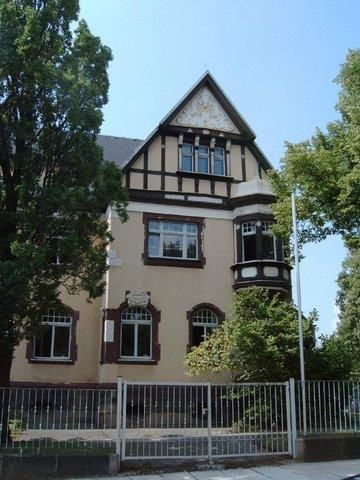
Die Villa der Fam. Schultz in Reichenbach, Goethestraße 3

### Exportorientierung und Expansion
1891 legten die Unternehmer den Grundstein zu einem eigenen Fabrikgebäude an der Cunsdorfer Straße, das schon zu Jahresende bezogen wurde. 1892 verfügte das Unternehmen bereits über 100 Webstühle. 1894 folgte der Bau eines neuen Verwaltungsgebäudes.
Parallel dazu erfolgte der Ausbau des Vertriebsnetzes. Nach den ersten Verkaufserfolgen wurde schon 1886 zusammen mit einer Hamburger Agentur der Exportmarkt, insbesondere nach Südamerika und in den Orient, erschlossen. Es folgte der Ausbau einer eigenen Vertreterorganisation mit Agenturen in Berlin, Hamburg, Halle (Saale), Cottbus, München, Breslau, Köln, Düsseldorf und Königsberg (Ostpreußen) sowie eine enge Zusammenarbeit mit Agenturen in der Schweiz und in Skandinavien. Etwa ein Drittel der Erzeugnisse wurde ins Ausland exportiert. Zum Verkaufserfolg trugen neben der hohen Qualität der stückgefärbten Kammgarnartikel, der Kaschmirwollstoffe und der Mantelstoffe aus Kammgarnkette und Streichgarnschuss auch die Innovationen bei. Zu jedem Frühjahr und jedem Herbst wurden neue Kollektionen entwickelt und herausgebracht.
1898 erfolgte ein Erweiterungsbau, so dass zum Jahresende bereits 200 Webstühle ausgelastet werden konnten. Auch die Textilkrise um 1900, der einige Konkurrenten zum Opfer fielen, und der Erste Weltkrieg, der den Verlust wertvoller Mitarbeiter, Kaufkraftminderung im Inland und Ansehensverlust Deutschlands auf den Auslandsmärkten mit sich gebracht hatte, wurden dank des unvermindert guten Rufes der Fabrikate erfolgreich überstanden.

### Weiterentwicklung in der 2. Generation
1920 gab es einen Generationswechsel in der Geschäftsleitung: Walther Donner, der Sohn des bereits 1911 verstorbenen Gründers Friedrich Guido Donner, der im Ersten Weltkrieg ein Bein verloren hatte, übernahm die kaufmännische Geschäftsführung. Otto Friedrich Schultz, der andere Gründer, blieb zwar noch bis 1932 im Unternehmen, übergab aber im gleichen Jahr die technische Geschäftsführung an seinen Sohn Otto Schultz junior. Nach dessen vorzeitigem Tod trat 1925 dessen Bruder, Diplom-Ingenieur Friedrich Schultz, als technischer Leiter in den Betrieb ein und wurde 1930 zum Geschäftsführer bestellt.
Mit dem Erstarken der Konjunktur ab 1925 wurden 1926 ein weiterer Erweiterungsbau errichtet, der Maschinenpark ausgeweitet und die Produktionsprozesse rationalisiert. In den 1930er Jahren beschäftigte das Unternehmen schließlich ca. 250 Mitarbeiter und hatte 350 Webstühle in Betrieb.
Während des Zweiten Weltkriegs gingen die Umsätze stark zurück. Am 29. Oktober 1941 verfügte die Reichsstelle für Wolle in Berlin die Abschaltung des Textilbetriebs mit letztmals verlängerter Frist zum 15. Februar 1942. Gleichzeitig befahl das Reichsluftfahrtministerium die vordringliche Erhöhung der Flugzeug- und Nachschub-Ersatzteilanfertigung und Reparaturkapazitäten, die insbesondere durch „freigestellte Firmen in Fremdfertigung“, vor allem der Textilbranche, abgesichert werden sollte. Zur Vermeidung der Entlassung der Belegschaft (mit abschließendem Kriegseinsatz der Mitarbeiter) und der Liquidation des Unternehmens gründete die Schultz & Donner GmbH zusammen mit der Reichenbacher Robert Würker GmbH die Meba-GmbH (Metallbearbeitungs-GmbH) als gemeinsames Tochterunternehmen, um kriegswichtige Aufträge für die Junkers Flugzeug- und Motorenwerke abwickeln zu können. Unter Nutzung des handwerklichen Geschicks der Belegschaft, der Gebäude und der Infrastruktur arbeitete das Unternehmen als Reparaturbetrieb für Flächenleitwerke und Verkabelung. Es war dem Rüstungsindustriekommando Chemnitz zugeordnet. Zu den dienstverpflichteten deutschen Beschäftigten kamen über 130 zugeteilte Zwangsarbeiter aus der Ukraine und Kriegsgefangene, die in einem Gasthof und in unternehmenseigenen Baracken in Cunsdorf untergebracht waren. Nachdem die Meba-GmbH 1945 bei 502.684 Reichsmark Umsatz einen Verlust erwirtschaftet hatte und nicht mehr benötigt wurde, wurde sie am 6. November 1945 aufgelöst. Die Schultz & Donner GmbH verlegte sich wieder ausschließlich auf die Textilproduktion. 1946 waren 45 % der Anlagen wieder in Betrieb, 45 % in Montage und 10 % demontiert.

Logo des VEB von ca. 1980

### Enteignung und Anschluss an den „VEB Kombinat Wolle und Seide“
Infolge des Zweiten Weltkriegs und der sowjetischen Besetzung Sachsens wurde der Betrieb unter der SMAD entschädigungslos enteignet. Friedrich Schultz und Walther Donner beendeten am 30. Juni 1946 ihre Tätigkeit als Geschäftsführer. Am 19. Oktober 1948 wurde die Firma im Handelsregister gelöscht. Friedrich Schultz zog im März 1949 mit seiner Familie nach Aachen, ermöglichte dort seinem Sohn Claus ein Studium der Textilwirtschaft an der RWTH und versuchte, dort mit Heimarbeitern wieder eine neue Wollweberei aufzubauen. Die Reichenbacher Fabrik wurde nach Gründung der DDR als „Werk 5/1“ mit anderen Textilfabriken zum VEB Vogtlandstoffe Reichenbach zusammengeschlossen. Dieser wurde 1960 dem VEB Kombinat Wolle und Seide mit Sitz in Meerane angegliedert. Es wurden weiter Damenkleider, Kostüm- und Mantelstoffe aus Wolle und Seide sowie imprägnierte Regenmantelstoffe hergestellt.

### Reprivatisierung und Konkurs
Nach der Wende 1989 wurde das Kombinat aufgelöst. Das auf sich allein gestellte Unternehmen Vogtlandstoffe GmbH wurde Eigentum der Treuhandanstalt, die es an ein auswärtiges Unternehmen verkaufte. Investitionszusagen wurden jedoch nicht eingehalten, sodass der Betrieb Konkurs anmelden musste. Am 13. November 1996 wurden in einer Versteigerung die Maschinen und Einrichtungsgegenstände aller Werke veräußert. Die Produktionsgebäude wurden danach abgebrochen. Einige Maschinen wurden dem örtlichen Neuberin-Museum für eine Schausammlung zur Reichenbacher Textilindustrie gestiftet.